# 叙利亚反对派-伊斯兰国冲突
叙利亚反对派和伊斯蘭國的冲突是叙利亚内战期间在2014年1月初開始的一场冲突。冲突一方为叙利亚自由军、圣战军（Army of Mujahedeen）和伊斯兰阵线，而另一方为伊斯蘭國（2014年6月29日前稱為「伊拉克和沙姆伊斯蘭國」）。而一部份努斯拉阵线的部队進而加入对抗伊斯蘭國的战斗。

## 背景
敘利亞反对派与伊斯蘭國之间的关系自从伊斯蘭國在2013年9月18日攻占边境城镇阿扎茲之后日趋紧张。2013年10月初，在阿扎茲再次爆发冲突。在2013年11月後期，伊斯蘭國从叙利亚自由军手中夺取了边境城镇Atme。

## 交战
2013年12月31日反对派指挥官Hussein Suleiman的屍體在伊斯蘭國和敌对反对派武装交换战俘仪式上被交还反对派，Suleiman在被伊斯蘭國监禁期间遭受拷打并最终身亡。

### 伊斯蘭國改變立場
在2014年1月2日伊斯蘭國的武装分子攻击了反对派控制的城镇阿塔勒布。在该地，伊斯蘭國被指控犯下两起杀害或绑架主流反对派指挥官的罪行。1月3日在全省约数百名群众集会抗议伊斯蘭國和纪念Suleiman的身亡。在伊德利卜省的村庄Kafr Takharim，伊斯蘭國向抗议者开火，对于具体伤亡人数目前还没有报告。作为对开火事件的回应，叙利亚自由军内两支新成立的部队攻击了在阿勒颇省和伊德利卜省多个地区的伊斯蘭國据点。
在阿塔勒布的反对派擊退伊斯蘭國的进攻，並包圍他們，當中突尼斯籍指挥官Abu Saber al-Tunis被俘获，但还不能确定他是否被匆匆处决。在这场冲突中有42名伊斯蘭國武装分子受傷，还有1名反对派媒体人士在报道冲突中丧生，此外还有5名群众丧生。有未经证实的报道说反对派在伊德利卜省和阿勒颇省多地抓获多名伊斯蘭國的成员。在伊德利卜省的Maarrat Misrin村爆发了战斗，而在Kafr Nabl村反对派包围了一处伊斯蘭國的设施，给伊斯蘭國成员24小时期限投降。同时伊斯兰阵线的武装分子（他们也加入了针对伊斯蘭國的战斗），向伊斯蘭國控制的阿扎茲增派了援兵。
反对派组织叙利亚全国联盟和活动人士指责伊斯蘭國通过抹黑叙利亚革命来从叙利亚政府那里谋取利益。

### 阿勒颇戰鬥
1月4日伊斯蘭國在Saraqeb处决了一名被俘的反对派武装分子，同时据报道在Saraqeb和Kafr Nabl逮捕了一些嫌疑分子。在Harem地区的伊斯蘭國武装分子在他们的基地被反对派围困之后处决的一些被俘者，其中包括一些平民。在Mushoon的伊斯蘭國武装分子向反对派投降，而在Salqin的伊斯蘭國据点在几天前就被反对派包围了。在阿勒颇，战斗在全省范围内展开，反对派取得了一定的进展。反对派武装在Maskanah攻占了一座位于制糖工厂内的伊斯蘭國基地。同样在Dabiq地区有和Salloum镇，反对派也攻克了一些伊斯蘭國的基地。据报道在阿塔勒布叙利亚自由军取得了进展，但是伊斯蘭國的武装分子包围了该镇并进行炮轰。伊斯蘭國还发动了一系列攻势，进攻反对派据点并伏击反对派武装，打死24名反对派武装，其中的一次袭击是通过汽车炸弹进行的。
在此时伊斯蘭國向反对派递交了1份24小时最后通牒，要求反对派武装撤出阿勒颇，允许政府军进入反对派的地盘，否则将要发动进攻。反对派则重复了之前的一份声明，要求伊斯蘭國成员脱离该组织，加入敘利亞反对派。
1月5日在激烈交火之后，反对派夺取了位于Manbij的基伊斯蘭國地。在拉卡省Tabqa镇也爆发了冲突，还蔓延到了哈马省中部，在那里伊斯蘭國擊斃了7名反对派武装分子。在Manbij的战斗中伊斯蘭國用汽车炸弹来保卫他们的地盘。伊斯蘭國从拉卡市调集援兵前往阿勒颇市，他们从伊德利卜省的al-Dana和Atme撤退并开始前往阿勒颇。作为一项可能存在的、以避免更大冲突的协定，他们的据点随后被努斯拉阵线和沙姆支持者组织占领。伊斯蘭國还从Darat Izza撤出，但保留了对Sarageb和Kafr Zita的控制。总计有66名武装分子（其中包括11名伊斯蘭國成员）在这一天丧生。
根据反对派的沙姆新闻网报道，截止此时在伊德利卜的乡村地区，反对派已经攻占了伊斯蘭國控制地区的80%。而在阿勒颇市及其郊外，伊斯蘭國控制区的65%被反对派占领。
在这一天结束时，据报道伊斯蘭國的武装分子正在向通往土耳其的Bab al-Salameh越境通道推进，并试图攻占它。当天夜间反对派在拉卡市攻击了伊斯蘭國武装。

### 反对派攻入拉卡市
1月6日在拉卡市反对派包围了据点内的伊斯蘭國武装。在战斗中，反对派释放了被伊斯蘭國囚禁的50名囚犯，當中有一名土耳其记者，他自从2013年12月就被绑架了，同时还有10名叙利亚库尔德族也被释放。一名反对派军官说：自从反对派进攻拉卡市开始，已经有70名伊斯蘭國武装分子和20名反对派丧生。他还预计将与基地组织有关联的武装团伙从该市清除至少还需要1周时间。同时在Darkush镇附近的一处反对派检查站，伊斯蘭國引爆了一颗汽车炸弹，共有20名反对派武装在自杀式袭击中丧生。而在该地在之前一天的晚上，反对派攻击了一座伊斯蘭國基地并包围了它直至伊斯蘭國援兵突破的包围圈。在Tamani’a镇的伊斯蘭國基地也被包围，而在al-Dana也发生了战斗。经过努斯拉阵线的调停，伊斯蘭國从Kafr Zita和Tal Abyss撤出。在距离土叙边界1.5英里的傑拉布盧斯发生的冲突中，据伊斯兰阵线的说法，该组织攻占的当地的伊斯蘭國总部，但伊斯蘭國否认了这一消息并坚称他们正牢牢掌控着该地。
1月7日在Jabal al-Zawiya地区34名外籍伊斯蘭國成员和Jund al-Aqsa组织的成员之前几天被反对派处决的消息被得到证实。伊斯蘭國在没有与反对派发生冲突的情况下从代尔祖尔省的al-Mayadeen撤出。在阿勒颇市Salhin社区有100名的伊斯蘭國武装分子被围困在警察部门大楼内。反对派武装还攻占了Ihris、Misqan和Ma'arsata村以及al-Bab和Tedef之间的Tader环形交叉路口。伊斯蘭國武装分子攻击了位于Qadi Aska社区的反对派宪兵总部。在霍姆斯省拉斯坦市东部，伊斯蘭國攻击了一个反对派指挥部，打死15名反对派武装分子。据报道在前一天晚上，伊斯蘭國在处Qadi al-Askar区处决了大约50名人质，死者中包括媒体人士、救援工作者和其他一些平民。根据叙利亚人权观察组织，42人被处决，包括21名反对派武装人员和5名媒体工作者。
1月8日反对派攻佔位于Qadi Askar区儿童医院的阿勒颇伊斯蘭國的指挥部。伊斯蘭國的武装部队失去对该市反对派占领区的控制并撤退到阿勒颇市东北郊的Al-Inzarat地区。300名被极端伊斯兰主义武装分子劫持的人质重获自由。在拉卡市，医院被废弃，中央广场上到处躺着死尸，城内被断水断电。根据一名反对派活动人士的说法，这座城市“完全瘫痪了”。而此时伊斯蘭國控制着两条通往拉卡市外的关键道路「一条通往伊拉克边境，还有一条通往北边的土耳其边境」。努斯拉阵线的领导人Abu Mohammad al-Golani证实努斯拉阵线和伊斯蘭國之间爆发戰鬥，并呼吁双方进行调停和终止内鬥。当天晚些时候，伊斯蘭國开始进行反击，他们使用汽车炸弹袭击反对派的检查站。在阿勒颇省有三次袭击，分别发生于巴卜、Hreitan和傑拉布盧斯。
天文台台长Rami Abdel Rahman告诉法新社记者，类似阿勒颇省的彻夜战斗也发生在和代尔祖尔省东部的Mayadin地区。在巴卜，袭击造成9人丧生。

### 伊斯蘭國反攻
1月9日伊斯蘭國从代尔祖尔增派援兵使他们的部队返回阿勒颇市市郊。根据当地居民的说法，伊斯蘭國在准备很多自杀式袭击以报复反对派的进攻，而他们的指挥官则随时身穿着自杀腰带。荷兰记者Lex Runderkamp说ISIS的援兵有1千300人，其中包括来自伊拉克的伊斯蘭國特别部队。在拉卡市反对派武装控制了政治情报机构大楼，这座大楼位于伊斯蘭國指挥部400米远。但是伊斯蘭國依旧控制着通往该市的大桥，结果人们只能利用小艇进入该市。在夜间伊斯蘭國夺取了Mashlab区和该市的一座努斯拉阵线的基地。在阿勒颇省伊斯蘭國和反对派武装的战斗在Castillo的道路两边打响。反对派封锁了al-Jandoul和Castillo之间的补给线。同时反对派向Azaz的Bab al-Salama越境通道增派援兵，该通道之前被伊斯蘭國控制着。在伊德利卜省伊斯蘭國向示威人群开火，还围困了多个野战医院，并突袭了其中一座，搜捕那些当天早些时候在阿塔勒布与伊斯蘭國交战中受伤的反对派武装分子。从1月3日到9日有482人在反对派与伊斯蘭國的交战中丧生。
根据叙利亚人权观察组织的说法，在哈塞克省当地的伊斯蘭國武装与伊斯兰阵线及多个独立的反对派武装签订了停火协议，他们同意在当地建立一个统一的军事指挥组织和合法的权利机构。
1月10日伊斯蘭國设法击退了反对派在通往Ar-Raqqah东面通道的进攻。伊斯蘭國还在阿勒颇省巴卜镇打死了20名反对派武装分子。在解除了Deir-za-Zor机场的围困之后，伊斯蘭國指挥官Abu Omar al-Shishani和一隻由30辆车组成的车队以及武装分子进入了巴卜。据报道在Haian爆发了激战，伊斯蘭國在战斗中使用了重武器。同时一场由叙利亚自由军支持的反对伊斯蘭國的游行在阿勒颇市Salaheddine社区举行。
1月11日反对派武装向Saraqeb派遣了一支包括坦克和武装皮卡在内的车队以试图将伊斯蘭國武装从该地赶出。双方爆发了激烈交火，据报道反对派武装控制了该镇大部分地区并且包围了数百名伊斯蘭國的武装分子。当天稍早时候，在Saraqeb郊外，5名反对派武装分子因为他们乘坐的轿车触发炸弹而身亡。同时，伊斯蘭國武装控制了边境小镇泰勒艾卜耶德，而拉卡市的伊斯蘭國武装攻占了一座反对派武装的检查站以及一座火车站。伊斯蘭國的武装分子还在拉卡市西部的Jazra村抛弃了10余具反对者的尸体。据报道在拉卡市的医院有10多具伊斯蘭國武装分子的尸体被发现。

### 反对派二次反攻
反对派成功夺回了过去几天在阿勒颇省失去的地盘，并防御伊斯蘭國方面的反攻。在Anadan镇的战斗中有20名反对派丧生，而发生在Tiba村的持续了3天的战斗则导致30名反对派丧生。
1月12日据证实反对派武装已经攻占了Saraqeb东部，而当地的伊斯蘭國指挥官及其属下则被包围在了镇中心。在拉卡市，尽管此时伊斯蘭國已经夺取了该市的大部，但伊斯蘭國和包括努斯拉阵线在内的反对派残余部队的战斗仍在持续，尤其是在al-Mashlab社区。根据反对派活动人士报道，拉卡市95%的地区及其郊区已经被伊斯蘭國控制，还控制了阿勒颇省内的Hrietan和Basraton两个镇。据报道有62到70具反对派武装的尸体被送到拉卡市的医院。这些人是在伊斯蘭國攻占泰勒艾卜耶德镇，隨後被处决的。而另一则报道则把数字定为100人。
1月13日据报道已伊斯蘭國经赢得了拉卡省战斗的胜利，夺取了省内大部分地区和省会拉卡市，还夺取了巴卜和Beza’a，而反对派则在靠近土叙边境的Bsartoun和傑拉布盧斯攻占了一些地区。据报道在拉卡市以北80公里处的Kantari村发生了又一起大规模处决事件，伊斯蘭國处决了46名被俘的隶属于沙姆支持者组织的武装分子，在霍姆斯省al-Sekhna附近还有14名反对派武装被处决，至少有13名反对派在伊德利卜省的一次自杀式袭击中丧生，另有10人受重伤。
1月14日据报道反对派武装攻占了阿勒颇省内的Masquan、Kafar Kalbin和Kafra三座村庄。而在反对派残余部队撤出之后，伊斯蘭國完全控制了拉卡市。同时反对派夺取了傑拉布盧斯的一座监狱，释放了被伊斯蘭國监禁的70名囚犯。
1月15日在傑拉布盧斯一个伊斯蘭國设置的汽车炸弹炸死了26人，其中23人是反对派武装、3人是平民。同时在Saraqeb战斗仍在持续，来自反对派的消息声称当地的一名比利时籍伊斯蘭國指挥官被击毙，但伊斯蘭國否认了这个消息。反对派武装还攻占了Azaz镇附近的Jibreen、Hardntin 和Kfarrakeshr。
1月17日反对派攻占了Shekh Ali、Aajel、Orum al-Sughra、Reef al-Muhandiseen和46号基地，而伊斯蘭國从Kafarjoum村撤出。这个村庄里有伊斯蘭國武装在叙利亚最大的武器仓库。伊斯蘭國还从Saraqab撤出，在撤出时焚毁了他们的车辆。与此同时伊斯蘭國重新夺回了傑拉布盧斯，伊斯蘭國的援兵抵达了Manbij并试图从Matahen一侧攻占该地。作为回应，反对派在该地区也增强了援兵。
1月18日反对派武装攻占了Ratyan镇。Manbij爆发了战斗，据報導伊斯蘭國在夺取了Manbij附近的磨坊后在Manbij取得进展。伊斯蘭國据说在傑拉布盧斯对40名反对派武装分子斩首、另有9名反对派武装在该镇的一次汽车炸弹袭击中丧生。
1月19日在一段网路发布的录音中，伊斯蘭國表达了希望与叙境内的其他反对派武装组织结束内部冲突的意愿。

### Al-Jarah空軍基地戰鬥
1月20日在Bab Al-Hawa发生了两起自杀式汽车炸弹袭击事件，包括6名反对派武装在内的16人丧生。在同一天，伊斯蘭國控制了Al-Jarah军用机场。在Manbij，一起猛烈的汽车炸弹袭击炸死了20人，其中包括反对派武装分子以及妇女和儿童。
1月22日在Manbij镇及其附近持续多日的交火之后，伊斯蘭國攻占了Manbij的很多地区。还有报道称在Azaz附近爆发了激烈冲突。
1月23日伊斯蘭國完全控制了Manbij。据报道基地组织领导人扎瓦赫里呼吁叙境内的反对派之间停止战斗。
1月24日伊斯蘭國完全控制了Darkush。
1月27日据报導伊斯蘭國高级领导人Sameer Abid Mohammed al-Halefawi（又称Haji Bakr）在Azaz附近的塔尔里法特被反对派击毙。而在Hreitan另有两名伊斯蘭國高级指挥官被俘获。在战斗中有4名伊斯蘭國成员和3名反对派武装分子丧生。
27日至29日伊斯蘭國攻占了Susyan、Hazwan和巴卜镇西部的Tal Rahal。
从1月3日至29日起，在这26天中有大约1千565至2千065人在反对派内部的冲突中丧生。在冲突的前8天，伊斯蘭國就发动了16次自杀式袭击。

### ISIS進軍
1月30日在阿勒颇省，伊斯蘭國又攻占了两座村庄。
2月1日在阿勒颇，伊斯蘭國攻击了Liwa al-Tawhid旅的指挥部，打死了该组织领导人Adnan Bakour和其他15名反对派武装分子，而伊斯蘭國有9人丧生。据报導在多日的冲突之后，反对派已经攻占了al-Rai村的大部分。与此同时伊斯蘭國在Sha’er沙漠的一次伏击中打死了一名反对派高级指挥官，一名某组织领导人和其他6名武装分子。
2月2日基地组织断绝了与伊斯蘭國的联系。在为期一个月的冲突中，大约1,747到2,347人在反对派内部的冲突中丧生。